# Pachypalpella subalbata
Pachypalpella subalbata är en fjärilsart som beskrevs av W. Warren 1900. Pachypalpella subalbata ingår i släktet Pachypalpella och familjen mätare. Inga underarter finns listade i Catalogue of Life.